# 긴꼬리가시쥐
긴꼬리가시쥐(Proechimys longicaudatus)는 가시쥐과에 속하는 남아메리카 설치류이다. 볼리비아와 브라질, 파라과이에서 발견된다.

## 특징
긴꼬리가시쥐는 머리부터 몸까지 길이가 187~250mm, 꼬리 길이가 121~200mm의 대형 설치류이다. 다른 근연종들 보다 털이 덜 억세다. 윗 부분은 윤택이 나는 밤색이고 옆구리 쪽으로 갈수록 점점 오렌지색을 띤다. 하체는 희고, 상체와 하체를 분리하는 선명한 줄무늬가 나 있다. 꼬리는 윗쪽은 밤색이고 아래 쪽은 희미하다. 일부 개체에서는 꼬리가 보이지 않는 데, 이는 포식자에게 공격을 받았을 때 꼬리를 떼어내는 많은 가시쥐류의 도마뱀과 같은 기능으로 보인다.

## 계통 분류
다음은 땅가시쥐속의 계통 분류이다.
|  | 긴꼬리가시쥐, 짧은꼬리가시쥐, 에콰도르가시쥐 |
|  |                                              |
|  | 퀴비에가시쥐                                 |
|  |                                              |

|  | 가드너가시쥐, 패튼가시쥐 |
|  |                          |
|  | 쿨리나가시쥐             |
|  |                          |

|  | 긴꼬리가시쥐, 짧은꼬리가시쥐, 에콰도르가시쥐 |
|  |                                              |
|  | 퀴비에가시쥐                                 |
|  |                                              |

|  | 가드너가시쥐, 패튼가시쥐 |
|  |                          |
|  | 쿨리나가시쥐             |
|  |                          |